# Ahmed Adam Saleh
Ahmed Adam Saleh (* 1. Januar 1969) ist ein ehemaliger katarischer Marathonläufer.
Bei den Crosslauf-Weltmeisterschaften 2000 in Vilamoura belegte er auf der Langstrecke den 82. Platz.
2001 kam er bei den Weltmeisterschaften in Edmonton auf den 33. Platz und 2002 bei den Halbmarathon-Weltmeisterschaften in Brüssel auf den 79. Platz.
Bei den Weltmeisterschaften 2003 in Paris/Saint-Denis lief er mit seiner persönlichen Bestzeit von 2:16:31 h auf dem 37. Platz ein.